# Namanganum mirabilis
Namanganum mirabilis là một loài bướm đêm trong họ Noctuidae.